# Li Qiang
Li Qiang, em chinês: 李强; pinyin: Lǐ Qiáng (Rui'an, 23 de julho de 1959) é um político chinês que atua como o segundo membro do 20º Comitê Permanente do Politburo do Partido Comunista Chinês. De 2017 a 2022, atuou como secretário do partido em Xangai e também foi membro do 19º Politburo do Partido Comunista Chinês.
Tendo se juntado ao PCC em 1983, ele se tornou secretário da Liga da Juventude Comunista de Rui'an, Zhejiang. Mais tarde servindo no departamento provincial de assuntos civis, ele mais tarde se tornou o secretário do partido de Yong Kang, Wenzhou, o secretário de Assuntos Jurídicos Políticos de Zhejiang e mais tarde o vice-secretário do partido da província. Ele se tornou o governador de Zhejiang em 2012, mais tarde o secretário do partido da província de Jiangsu e, finalmente, sendo transferido para o cargo de secretário do partido de Xangai. 
Tendo servido junto com o atual secretário-geral do PCC, Xi Jinping, em Zhejiang, Li é visto como um aliado próximo de Xi. Tendo sido visto como uma estrela em ascensão na política chinesa, o lockdown de dois meses em Xangai em 2022 foi considerado como tendo prejudicado sua imagem, segundo observadores. Mesmo assim, ele foi promovido ao Comitê Permanente do Politburo do Partido Comunista da China no final de 2022 e sucedeu Li Keqiang como primeiro-ministro da China em 2023.

## Início da vida e educação
Li Qiang nasceu em Rui'an, Zhejiang, em julho de 1959. Estudou mecanização agrícola no Ramo Ningbo da Universidade de Agricultura de Zhejiang (hoje Universiade Wanli de Zhejiang) de 1978 a 1982 e sociologia na Universidade Sociologia Correspondência da China ( chinês: 中国社会学函授大学; extinta em 2021) em Pequim de 1985 a 1987 Ele frequentou a Universidade de Zhejiang para estudos de pós-graduação em engenharia de gestão de 1995 a 1997 e a Escola Central do Partido para estudos de pós-graduação em economia mundial de 2001 a 2004. Li recebeu um MBA pela Universidade Politécnica de Hong Kong em 2005.

## Carreira

### Lideranças locais
Li ingressou no Partido Comunista Chinês (PCC) em abril de 1983. Ele era o secretário da Liga da Juventude Comunista do condado de Rui'an. Ele então serviu em funções progressivamente sênior no departamento provincial de assuntos civis. Mais tarde, ele se tornou o secretário do Partido Comunista da cidade de Yongkang e, em seguida, secretário do partido da cidade de Wenzhou. Em 2005, Li ganhou um assento no Comitê Permanente do Partido da província, servindo sob o então secretário do partido, Xi Jinping, e também se tornou o secretário-geral do Comitê Provincial do Partido, responsável pela administração e coordenação.
Em fevereiro de 2011, tornou-se secretário de Assuntos Políticos e Jurídicos da província de Zhejiang, e vários meses depois foi nomeado vice-secretário do partido.[carece de fontes?] Em dezembro de 2012 ele se tornou o governador interino de Zhejiang, sucedendo Xia Baolong, que foi promovido ao secretário provincial do partido, e foi oficialmente eleito governador em janeiro de 2013.[carece de fontes?] Em 2015, Li acompanhou o líder do PCC Xi Jinping em uma visita de Estado a os Estados Unidos.[carece de fontes?] Em junho de 2016, Li Qiang foi nomeado secretário do partido da província de Jiangsu, uma das posições políticas regionais mais importantes na China. Ele serviu por 15 meses, tornando-se o secretário do partido de Jiangsu mais curto na história da República Popular.[carece de fontes?]
Em outubro de 2017, após o 19º Congresso do Partido, Li foi nomeado secretário do partido em Xangai. Ele é considerado "amigável aos negócios", tendo implementado políticas pró-negócios enquanto em Xangai, como a abertura do STAR Market. Ele também implementou políticas como a redução do limite para migrantes internos obterem autorizações de residência e a criação de cinco novas cidades para diminuir a escassez de terra. Em 2022, Li foi responsabilizado por um lockdown de dois meses em Xangai, que impactou significativamente a economia.
Li foi membro suplente do 18º Comitê Central do Partido Comunista Chinês (2012–17). Em outubro de 2017, ele se tornou membro pleno do 19º Comitê Central do PCC e foi elevado ao Politburo do PCC.

### Primeiro-ministro
Após a primeira sessão plenária do 20º Comitê Central do PCC, Li Qiang foi nomeado para o Comitê Permanente do Politburo do Partido Comunista Chinês. Ele tornou-se primeiro-ministro em 16 de março de 2023.